# Verbotene Liebe
Pour les articles homonymes, voir Forbidden Love et L'Amour interdit.
Verbotene Liebe (trad. litt. : « Amour interdit ») est un soap opera allemand en 4 664 épisodes de 23 à 44 minutes créé par Reg Watson et diffusé quotidiennement du 2 janvier 1996 au 26 juin 2016 sur la chaîne Das Erste.
Ce feuilleton est inédit dans les pays francophones.

## Synopsis
Le feuilleton narre les aventures de personnages de tous âges à Cologne et à Düsseldorf.

## Distribution

### Rôles principaux
| Acteur                   | Personnage                           | Années                            |
| ------------------------ | ------------------------------------ | --------------------------------- |
| Konrad Krauss (de)       | Arno Brandner                        | 1996-2012                         |
| Gabriele Metzger         | Charlie Schneider                    | 1996-                             |
| Miriam Lahnstein (de)    | Tanja von Lahnstein                  | 1996-1998, 2001, 2004-            |
| Claudia Scarpatetti (de) | Susanne Brandner                     | 1996–1997, 2005–2008              |
| Jo Weil                  | Oliver Sabel                         | 1999-2002, 2007-                  |
| Martina Servatius (de)   | Elisabeth von Lahnstein              | 1999-                             |
| Dominic Saleh-Zaki (de)  | Andreas « Andi » Fritzsche           | 2001-2007, 2009-                  |
| Verena Zimmermann        | Nicola « Nico » Gräfin von Lahnstein | 2002-2006, 2006-2007, 2008, 2010- |
| Sam Eisenstein           | David McNeal                         | 2003-2005                         |
| Inez Bjørg David         | Vanessa von Beyenbach                | 2003-2006                         |
| Claudia Hiersche         | Carla von Lahnstein                  | 2003-2009                         |
| Jenny Winkler (de)       | Nathalie Käppler                     | 2004-                             |
| Wolfram Grandezka (de)   | Ansgar von Lahnstein                 | 2004-                             |
| Mariangela Scelsi        | Coco Faber                           | 2004-2008                         |
| Annika Peimann           | Anke Hoffmann                        | 2005-                             |
| Andreas Jancke (de)      | Gregor Mann                          | 2005-2010                         |
| Thore Schölermann        | Christian Mann                       | 2006-2014                         |
| Joscha Kiefer (de)       | Sebastian von Lahnstein (#1)         | 2007-2009                         |
| Romina Becks             | Miriam Pesch                         | 2007-2012                         |
| Sven Koller (de)         | David Brandner                       | 2008-2010                         |
| Jasmin Lord              | Rebecca von Lahnstein                | 2008-2011                         |
| Thomas Ohrner            | Matthias Brandner                    | 2008-                             |
| Theresa Underberg        | Lydia von Lahnstein                  | 2008-                             |
| Anne Wis                 | Stella Mann                          | 2008-2009                         |
| Mascha Müller            | Luise von Waldensteyck               | 2009-2010                         |
| Simone Ritscher          | Maria di Balbi                       | 2009-                             |
| Renée Weibel             | Helena Gräfin von Lahnstein          | 2009-                             |
| Sebastian Schlemmer      | Sebastian Graf von Lahnstein (#2)    | 2009-                             |
| Jens Hartwig             | Tristan Graf von Lahnstein           | 2009-                             |
| Krystian Martinek        | Ludwig Graf von Lahnstein            | 2009-                             |
| Jana Julie Kilka         | Jessica Stiehl                       | 2010-                             |
| Stephan Käfer            | Philipp Prinz zu Hohenfelden         | 2010-                             |
| Nina Bott                | Julia Mendes (2)                     | 2011-                             |
| Hubertus Grimm           | Jan Brandner (2)                     | 2011-                             |
| Stefanie Bock            | Leonie Richter                       | 2011-                             |
| Remo Schulze             | Timo Mendes                          | 2011-                             |
| Melanie Kogler           | Marlene von Lahnstein                | 2011-2014                         |
| Tatjana Kästel           | Rebecca von Lahnstein                | 2012-                             |

### Rôles secondaires
| Acteur            | Personnage                     |
| ----------------- | ------------------------------ |
| Sunny Bansemer    | Bianca Vogel                   |
| Jonas Enderer     | Hannes von Lahnstein           |
| Monica Ivancan    | Kitty Kübler                   |
| Claus Thull-Emden | Justus Stiehl                  |
| Hubertus Regout   | Eduard von Tepp                |
| Max Engelke       | Robert 'Rob' Marenbach (2010–) |
| Noémi Besedes     | Anna Lindenau                  |
| Andreas Stenschke | Ulrich « Ulli » Prozeski       |

## Commentaires
Le feuilleton connaît un succès considérable au-delà de ses frontières grâce au couple Christian et Oliver, interprétés par Thore Schölermann et Jo Weil. À tel point qu'en février 2010, il a été annoncé que la chaîne HBO avait acquis les droits de remake américain de l'histoire de Christian & Olli, dans la perspective d'en faire une série.